# Взяття Рима (1870)
Взяття Рима (20 вересня 1870) — завершальна подія процесу об'єднання Італії в XIX столітті.

## Передісторія

### Друга війна за незалежність Італії
Під час другої війни за незалежність Італії більша частина Папської області була захоплена сардинською армією. У березні 1861 створено королівство Італія, а 27 березня 1861 перший італійський парламент, що зібрався у Турині, проголосив Рим столицею Італії. Однак італійський уряд не міг перебратися до Риму, оскільки він залишався під владою Папства; гарантією папської влади над Римом служив розміщений там французький гарнізон.

### Франко-прусська війна
У липні 1870 почалася франко-прусська війна, тому на початку серпня Наполеон III відкликав французький гарнізон з Риму. Причиною була не стільки потреба у військах на театрі військових дій, скільки страх спровокувати Італію на виступ проти Франції: за кілька років до цього у австро-прусській війні Італія воювала на боці Пруссії, а в італійському суспільстві були сильні пропрусські настрої, тому присутність французького гарнізону на землі, яку італійці вважали своєю, могло послужити каталізатором вступу Італії у війну проти Франції на боці Пруссії.
Після виведення французького гарнізону італійська громадськість почала вимагати від уряду заняття Риму. Однак Рим формально залишався під французької захистом, і тому заняття Риму могло бути розцінено Францією як привід для вступу у війну на боці Пруссії, тому італійський уряд не поспішала провокувати Наполеона III. Ситуація радикально змінилася, коли внаслідок битви при Седані вся французька армія на чолі з імператором опинилася у прусському полоні: було очевидно, що новий французький уряд не побажає загострювати відносин з Італією, а також що він не має достатньої політичної волі для захисту інтересів Папи.

### Лист Папі
Щоб дати можливість «зберегти обличчя», король Віктор Еммануїл II відправив графа Густаво Понца ді Сан-Мартіно з особистим посланням Папі Пію IX, пропонуючи дозволити мирний вхід італійської армії в Рим під приводом захисту Папи. Однак Папа, отримавши 10 вересня лист, відмовився від королівської пропозиції, заявивши графу:
Я не пророк, і не син пророка, проте стверджую, що ви ніколи не ввійдете до Риму!

## Перебіг бойових дій

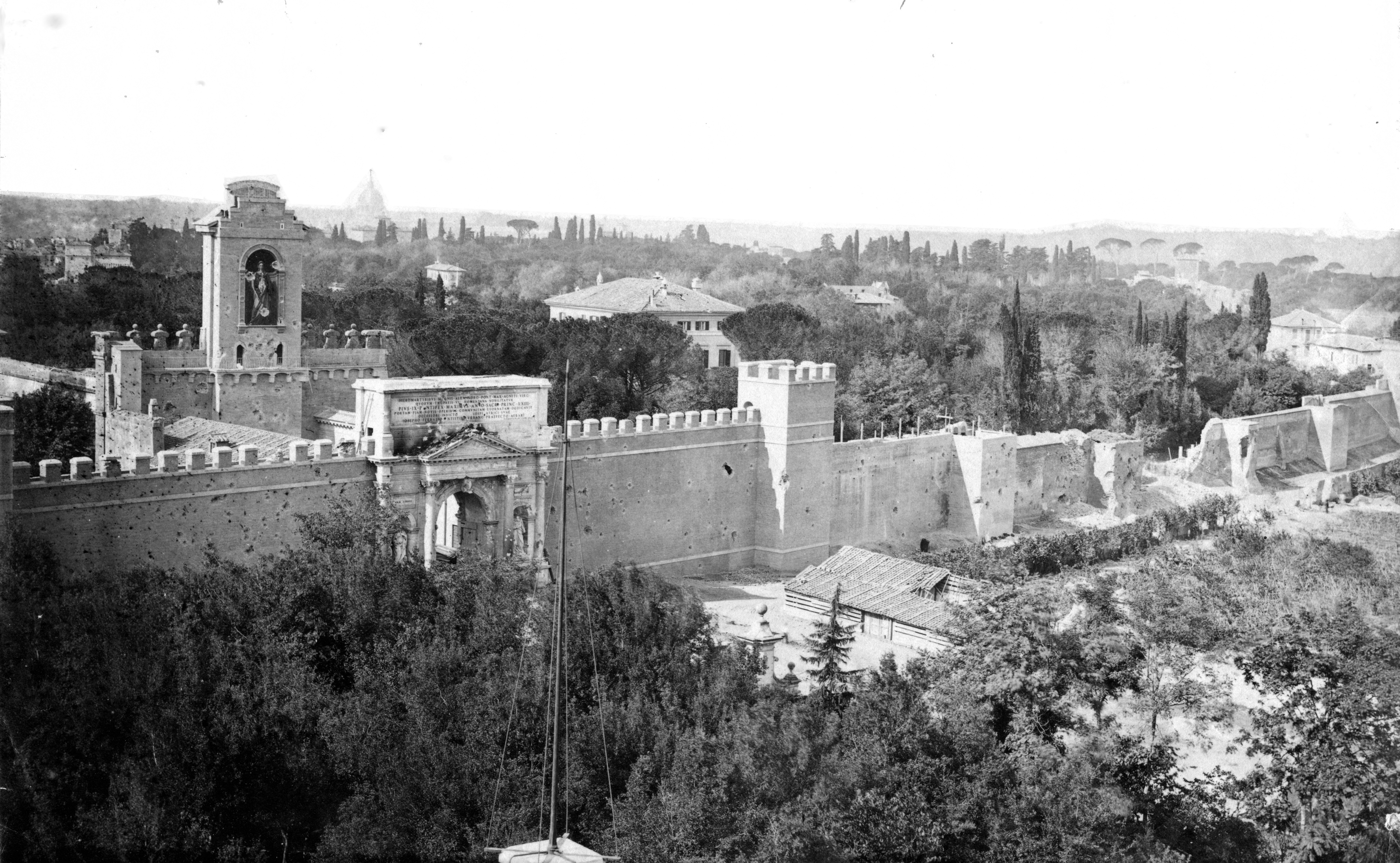
На фотознімку 1870 правіше Порта Піа видно пролом, через який італійські війська пройшли у Рим

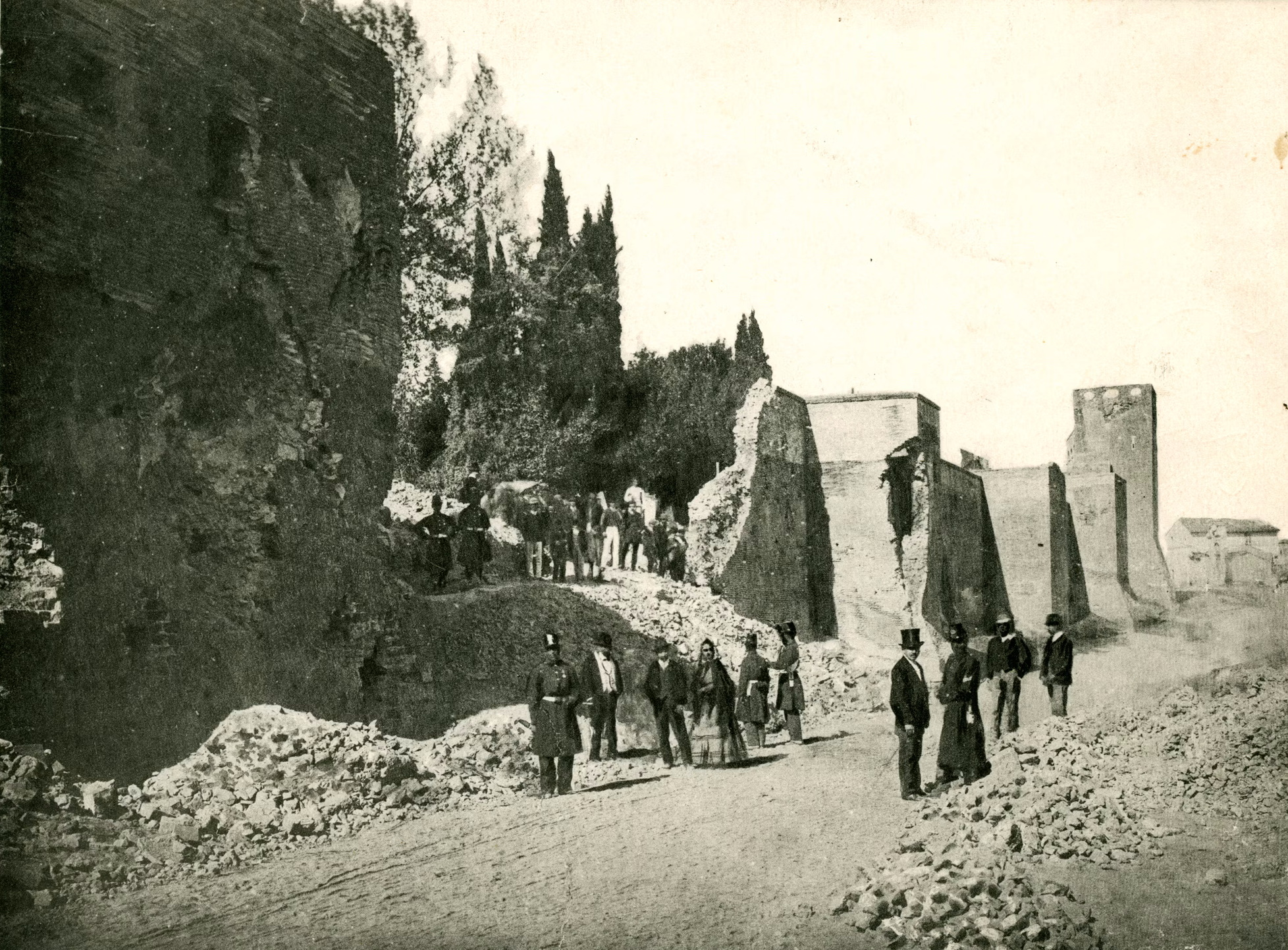
Пролом, через який італійські війська пройшли у Рим, фото 21 вересня 1870

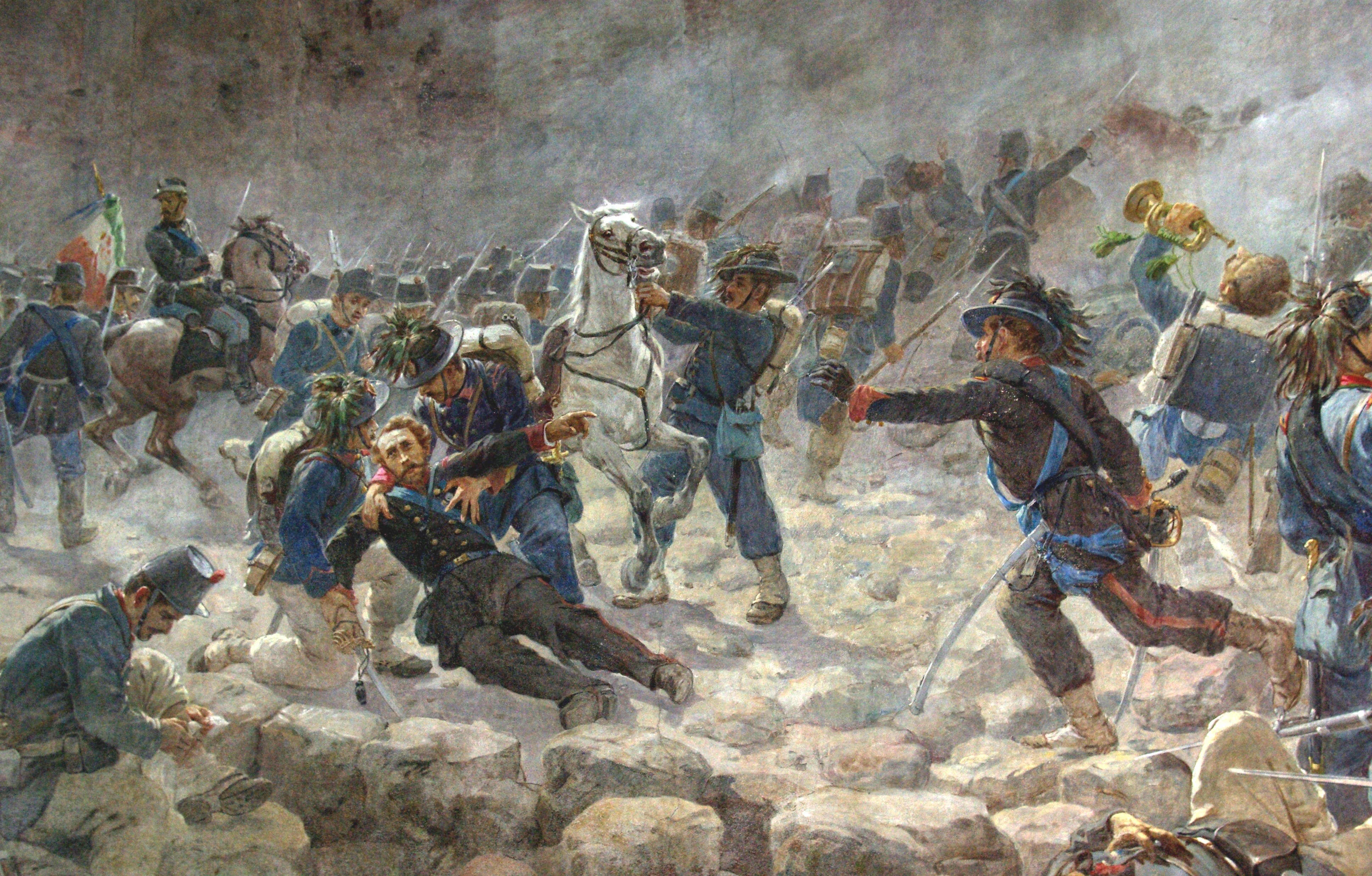
Загибель майора Джакомо Пагларі, командира 34 полку берсальєрів у бою під Порта Піа

11 вересня 1870 італійська армія під командуванням генерала Раффаеле Кадорна перетнула кордон Папської області та почала повільне просування до Риму, розраховуючи, що удасться домовитися про мирну передачу влади. Папські гарнізони без бою залишили Орв'єто, Вітербо, Алатрі, Фрозіноне та інші опорні пункти у Лаціо та відійшли до Риму.

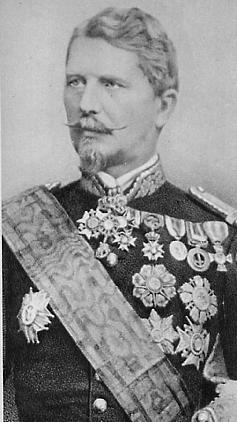
Командир папських загонів, баденець Херман Канцлер

Папські війська зайняли стіну Авреліана, що оточувала Рим. Під командуванням генерала Хермана Канцлера знаходилася Швейцарська гвардія, а також «Папські зуави» — всього 13 157 солдатів. Італійська армія 19 вересня підійшла до стіни Авреліана та почала облогу Риму; налічувала близько 50 тисяч осіб. 20 вересня, після тригодинного артобстрілу, сардинські берсальєри увійшли у Рим через пролом у стіні в районі Порта Піа. 21 вересня італійські війська увійшли у Леоград. При взятті Рима загинуло 49 італійських солдатів та офіцерів і 19 папських зуавів.

## Наслідки
Протягом багатьох років римо-католицька церква відмовлялася визнавати зміни 1870 року. «Римське питання» вирішилося лише 1929 року, коли внаслідок Латеранських угод Папа відмовився від претензій на території поза Ватиканом.

## Галерея

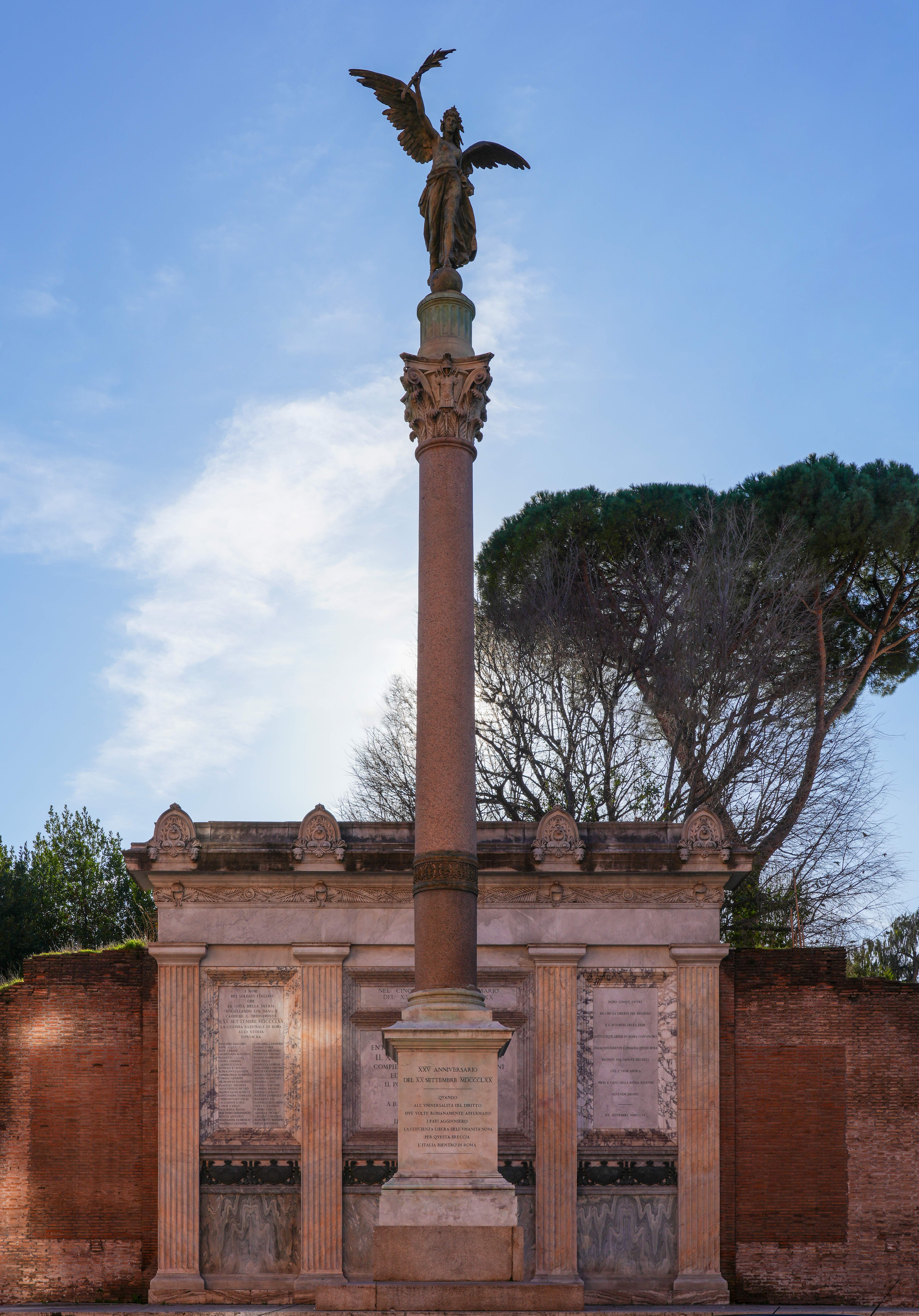
«Пролом». Меморіальний пам'ятник на місці пролому у міському мурі, через який італійські війська пройшли у Рим (2023)
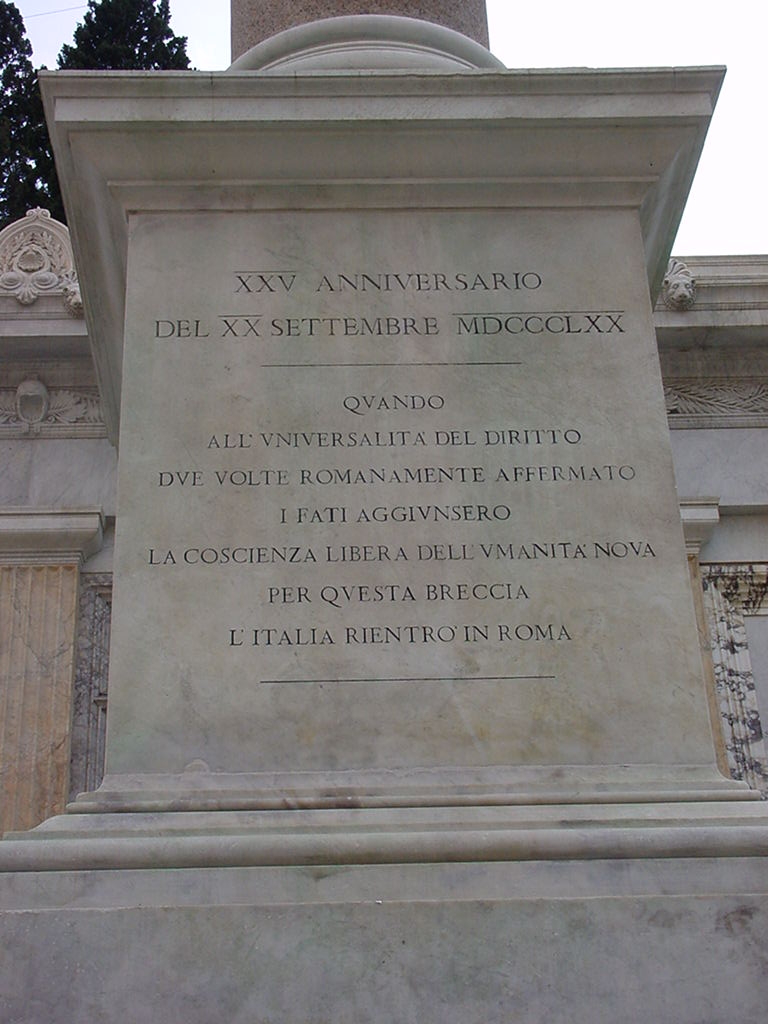
Основа пам'ятної колони з написом.
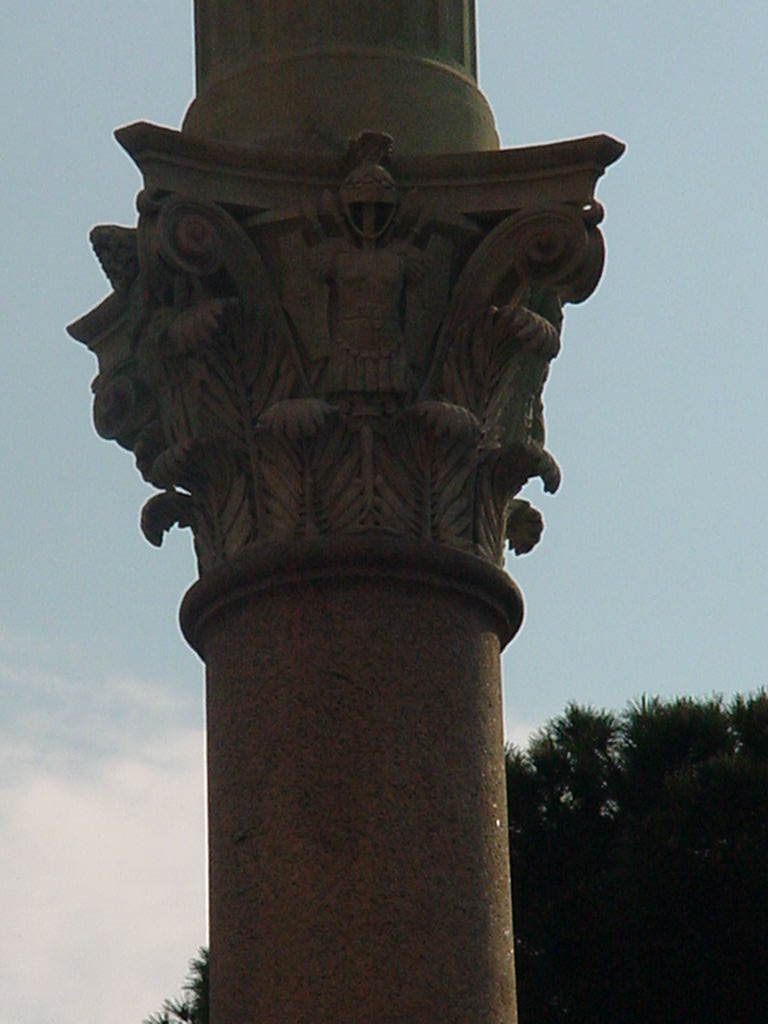
Капітельна частина пам'ятної колони